# Szlovenszki abecedár
Szlovenszki abecedár (Slovenski abecednik) je evangeličanski učbenik Mihaela Bakoša v prekmurščini iz leta 1786. Szlovenszki abecedár je deloma samostojno delo, deloma pa popravljen ponatis prvega prekmurskega učbenika Abeczedarium Szlowenszko iz leta 1725.
Prvi tiskani knjigi v prekmurščini Mali katechismus in Abeczedarium Szlowenszko sta položili temelje prekmurski književnosti, čeprav sta bili pod močnim vplivom kajkavščine. Bakoš je v svojem učbeniku in katekizmu (Győrſzki Kátekizmus, 1796) odstranil nepotrebne kajkavizme in jih nadomestil z domačimi prekmurskimi izrazi. Tako ima Bakoš pomembno vlogo v nadaljnjem razvijanju knjižne prekmurščine, ki jo je kodificiral njegov predhodnik Štefan Küzmič. Küzmič je leta 1752 napisal do danes neohranjen učbenik v prekmurskem jeziku, zato ni znano ali je vplivala na Bakoševo delo ali pa je Bakoš popravil tudi to knjigo.
Bakošev učbenik je bil natisnjen leta 1786 v Bratislavi (danes Slovaška), v tiskarni obrtnika transilvansko-saškega porekla Simona Petra Weberja pod naslovom Szlovenszki abecedár za drouvno deczo vö stámpani. Avtor ni naveden v knjigi. Bakoš sam izpriča o svojem avtorstvu v svojih pismih, v katerih je zapisal postopke nastajanja učbenika. V pismih je razvidno, da so potrebovali učbenik ne samo otroci, ampak tudi odrasli. Bakoš je menil, da bi lahko dosegli večjo popolnost pri protestantskem bogoslužju, če ponudijo abecednik tudi vernikom.
Učbenik poučuje pisanje, branje in pravopis ter vsebuje pesmi in kratke odlomke iz Svetega pisma kot npr. psalme. Nekatere pesmi so bile objavljene v Bakoševem največjem delu, v veliki prekmurski evangeličanski pesmarici Nouvi Gráduvál (1789).
Na koncu knjige je vključen kratek latinsko-prekmurski slovarček.
Moudri Knig 9. tála.

Oh Boug Ocsákov moji, ino Goſzpoud vſze dobroute! ki ſzi po rejcsi tvojoj vſza ſztvouro, ino ſzi po modrouſzti tvojoj csloveka napravo, dabi goſzpodüvo nad vſzákim ſtere ſzo od tébe ſztvorjene. Dáj meni to modrouſzt, ſtera je okouli tvojega ſztoucza, i ne vr'zi me vö zracsuna ſzinouv tvoji. Ár ſzam jaſz ſzluga tvoj, i tvoje ſzlü'zbenicze ſzin, nemocsen cslovik i krátkoga 'zitka. Posli záto doli ſztvoji ſzvéti nebéſz, i od ſztoucza dike tvoje poslijo doli, da bode prí meni, i zmenom de delala, naj morem razmeti, ka je prijétno pred tebov. Amen.